# Dioscorea standleyi
Dioscorea standleyi är en enhjärtbladig växtart som beskrevs av Conrad Vernon Morton. Dioscorea standleyi ingår i släktet Dioscorea och familjen Dioscoreaceae. Inga underarter finns listade i Catalogue of Life.